# Рок радио
„Рок радио“ (на английски: The Boat That Rocked/Pirate Radio) е британски комедиен филм от 2009 г., написан и режисиран от Ричард Къртис за рок радиото във Великобритания през 1960-те години. Във филма участват Филип Сиймур Хофман, Бил Наи, Рис Айфънс, Ник Фрост и Кенет Брана.